# Капустинська сільська рада (Шполянський район)
Капу́стинська сільська́ ра́да — адміністративно-територіальна одиниця та орган місцевого самоврядування у Шполянському районі Черкаської області. Адміністративний центр — село Капустине.

## Загальні відомості
- Населення ради: 668 осіб (станом на 2001 рік)

## Населені пункти
Сільській раді були підпорядковані населені пункти:
- с. Капустине

## Склад ради
Рада складалася з 14 депутатів та голови.
- Голова ради: Пташник Валентина Іванівна
- Секретар ради: Шутка Марія Василівна

### Керівний склад попередніх скликань
| Прізвище, ім'я, по батькові | Основні відомості                                                                                                | Дата обрання | Дата звільнення |
| --------------------------- | --- | ------------ | --------------- |
| Пташник Валентина Іванівна  | Сільський голова, 1965 року народження, освіта середня спеціальна, член Всеукраїнського об'єднання «Батьківщина» | 26.03.2006   | 31.10.2010      |
| Пташник Валентина Іванівна  | Сільський голова, 1965 року народження, освіта середня спеціальна, член Партії регіонів                          | 31.10.2010   |                 |

Примітка: таблиця складена за даними сайту Верховної Ради України

### Депутати
За результатами місцевих виборів 2010 року депутатами ради стали:

#### За суб'єктами висування
| Суб'єкт висування                                       | Кількість обраних депутатів | %    |
| ------------------------------------------------------- | --------------------------- | ---- |
| Партія регіонів                                         | 11                          | 78,6 |
| Самовисування                                           | 2                           | 14,3 |
| Соціально-екологічна партія «Союз. Чорнобиль. Україна.» | 1                           | 7,1  |

#### За округами
| № округу                                                | Прізвище, ім'я, по батькові      | Дата визнання обраним | Освіта             | Партійна приналежність                                        | Відомості про обраного депутата                           |
| ------------------------------------------------------- | -------------------------------- | --------------------- | ------------------ | ------------------------------------------------------------- | --------------------------------------------------------- |
| Партія регіонів                                         |                                  |                       |                    |                                                               |                                                           |
| 1                                                       | Сіренко Дмитро Васильович        | 05.11.2010            | вища               | член Партії регіонів                                          | СПОП «Агро-прогрес», заступник директора                  |
| 2                                                       | Коваль Сергій Миколайович        | 05.11.2010            | середня            | член Партії регіонів                                          | СПОП «Агро-прогрес», комірник                             |
| 3                                                       | Бойко Лідія Миколаївна           | 05.11.2010            | середня спеціальна | член Партії регіонів                                          | СПОП «Агро-прогрес», економіст                            |
| 4                                                       | Павловський Віктор Володимирович | 05.11.2010            | вища               | член Партії регіонів                                          | Капустинський НВК, вчитель історії                        |
| 5                                                       | Крот Тетяна Іванівна             | 05.11.2010            | середня спеціальна | член Партії регіонів                                          | Капустинський фельдшерсько-акушерський пункт, завідувачка |
| 6                                                       | Кісіль Володимир Григорович      | 05.11.2010            | вища               | член Партії регіонів                                          | Капустинський НВК, заступник директора                    |
| 8                                                       | Колісник Людмила Петрівна        | 05.11.2010            | середня спеціальна | член Партії регіонів                                          | Капустинська сільська рада, головний бухгалтер            |
| 9                                                       | Колісник Сергій Григорович       | 05.11.2010            | середня спеціальна | член Партії регіонів                                          | Капустинський сільський будинок культури, директор        |
| 10                                                      | Майборода Василь Юхимович        | 05.11.2010            | середня            | член Партії регіонів                                          | тимчасово не працює                                       |
| 11                                                      | Пташник Василь Володимирович     | 05.11.2010            | середня спеціальна | член Партії регіонів                                          | приватний підприємець                                     |
| 13                                                      | Шутка Марія Василівна            | 05.11.2010            | середня            | член Партії регіонів                                          | Капустинська сільська рада, секретар                      |
| Соціально-екологічна партія «Союз. Чорнобиль. Україна.» |                                  |                       |                    |                                                               |                                                           |
| 7                                                       | Грабовенко Олена Андріївна       | 05.11.2010            | середня спеціальна | член Соціально-екологічної партії «Союз. Чорнобиль. Україна.» | Капустинська сільська рада, касир                         |
| Самовисування                                           |                                  |                       |                    |                                                               |                                                           |
| 12                                                      | Згурська Валентина Владиславівна | 05.11.2010            | середня спеціальна | позапартійна                                                  | пенсіонер                                                 |
| 14                                                      | Білоруцький Микола Михайлович    | 05.11.2010            | середня спеціальна | позапартійний                                                 | пенсіонер                                                 |